# DXN
A DXN Marketing Sdn. Bhd. egy malajziai alapítású, Kedah, Darul Aman székhelyű, ganoderma alapú élelmiszer termékeket gyártó és forgalmazó cég. A DXN-t az indiai Institute of Technologyn diplomázott Dato' Dr. Lim Siow Jin alapította 1993-ban. A DXN a világ legnagyobb ganoderma kávét gyártó vállalata. Termékeit 180 országban több mint 7 millió törzsvásárló és környezete fogyasztja. A DXN a DEXIN rövidítése. A DEXIN egy kínai kifejezés, amely a következő jelentésekkel bír: megbízhatóság, becsületesség és erény. Szlogen: "Egy Világ - Egy Piac"

## Története
- 1993-ban alapította dr. Lim Siow Jin.
- 1995 A DXN új mérföldkövet ért el, amikor a több millió ringgitbe kerülő kedahi központja elkészült.
- 1996  Belépett a nemzetközi piacra, egész pontosan Mauritiusra és Szingapúrba az „egy világ – egy piac” koncepcióval.
- 1997  Az első malajziai lingzhi (Ganoderma) gyára volt, amely megkapta a helyes gyártási gyakorlatról (GMP) szóló tanúsítványt. A TV3 meghívta a DXN-t, hogy 30 percben népszerűsítse a vállalatot és a termékeket. A DXN alapítója, Dr. Lim Siow Jim megkapta a filozófiai doktorátusát (alternatív gyógyászat) az alternatív gyógyászat indiai tanácsától. Ezzel a kitüntetéssel ismerték el a DXN Lingzhivel kapcsolatos kutatását és fejlesztéseit. A DXN megkezdte működését Hong Kongban, Bruneiben és Indonéziában.
- 1998 Piacnyitás: Thaiföld
- 1999  Az első malajziai közvetlen értékesítő vállalat lett, amely megkapta a TGA-tanúsítványt az ausztrál Egészségügyi Minisztériumtól. Az első malajziai lingzhi gyár lett, aki megkapta az ISO 9001 tanúsítást. A malajziai miniszterelnök, Datuk Seri Dr. Mahathir Mohamad meglátogatta a DXN lingzhi gazdaságát és gyárát. A malajziai termékek népszerűsítése miatt méltatta a DXN-t. Az első malajziai vállalat lett, amely kiemelkedő vitalitású spirulinát állított elő, amely a piacon uralkodó növekvő keresletnek megfelelően terem. A DXN belépett a Fülöp-szigeteki piacra.
- 2000  Az első malajziai lingzhi gyár lett, aki megkapta az ISO 14001 tanúsítást. DCN Network Sdn. Bhd. (egy 18 éves MLM-tapasztalattal bíró vállalat) csatlakozott a DXN-hez. Megkezdte működését Ausztráliában, Indiában, Új-Zélandon és Laoszon.
- 2001  Az első malajziai cégek között kapta meg a hároméves hálózat marketing engedélyt. Ez mutatja, hogy a malajziai hatóságok elismerték a vállalat stabilitását és működését. Új, több millió ringgitbe kerülő gyárat épített, hogy a DXN termékek iránti helyi és nemzetközi keresletét kielégítse. Ezzel a gyárakba és gazdaságokba való összbefektetés meghaladta a 40 millió ringgitet. Dato' Dr. Lim Siow Jin megkapta a BKM díjat a kedahi szultántól. Továbbá megkapta a Top-10 kiemelkedő kínai fiatal díját a kedahi ifjúsági egyesülettől. Elérte a 2002-es jövőképet. A DXN 25 országban működött, havi eladása meghaladta a 60 millió ringgitet és több mint 2 millió forgalmazója volt világszerte. Belépett a ciprusi, dél-afrikai, amerikai, tajvani, svájci, dubaji, bangladesi és Srí Lanka-i piacra.
- 2002  A DXN alapítója, Dato' Dr. Lim Siow Jin három nemzetközi díjat nyert: a tudományos doktori címet (alternatív gyógyászat), a Millenium díjat és az Albert Schweitzer-díjat. Egy beiktatási ceremónia során Dato’ Dr. Lim megkapta a DSM díjat a Yang Dipertua Negeri Melaka-tól a kormányzó 77. születésnapja alkalmából. Ugyanebben az évben, Dato’ Dr. Limet az új évezred orvosává választotta a kanadai alternatív gyógyászati kutatóintézet. Az Open International University for Alternative Medicine vendégprofesszorává (természetes gyógyítás és ganoterápia) választotta, valamint az egészségügyi, környezetvédelmi és béke világalapítvány ösztöndíját is megkapta.
- 2003  A DXN megkezdte működését Mexikóban, Kanadában, Bahreinben, Szaúd-Arábiában és Ománban. A DXN Holdings Bhd. 2003. szeptember 30-án szerepelni kezdett a Bursa Malaysia fő táblázatán. A DXN hosszú fejlődésében ez jelentős mérföldkövet jelent. Az 1993-as alapításával a DXN 10 éve működik. Több mint 2000 helyi és külföldi forgalmazó vett részt a 10. évfordulós ünnepségen 2003. december 6-án, hogy szemtanúi legyenek a vállalat elmúlt 10 évnyi eredményeinek. A DXN komoly megjelenést kapott a nyomtatott és az elektronikus médiában is, melyekben a helyi vállalati színtéren elért eredményeit emelték ki. A következő tv-műsorok említették meg a DXN-t: - TV3 „Majalah 3” (2003.05.30.) - Astro AEC „mandarin híradó” (2003.08.29.) - Astro Prima „angol híradó” (2003
- 2004  A DXN 100%-os részesedést szerzett a Reach Star Enterprise Sdn Bhd. és a Reach Star Cash & Carry Sdn. Bhd. vállalatokban 2004. február 6-án. Az emberi erőforrás miniszter, Datuk Wira Dr. Fong Chan Onn 2004. november 7-én meglátogatta a DXN Gazdaságot és Gyárat.  A DXN 2004. december 4-én ünnepelte 11. évfordulóját a DXN Gazdaságban és Gyárban. Több mint 2000 üzleti partner vett részt az ünnepségen. A DXN megkezdte működését Jordániában, Puerto Ricóban és Nepálban.
- 2005  A DXN Holdings Bhd. nyerte el a 3. Asia Pacific International Honesty Enterprise – Keris Award 2004 díjat 2005. január 16-án. A DXN Holdings Bhd. leányvállalata, a PT Daxen Indonesia az APSKI (Asosiasi Pengusaha Suplemen Kesehatan Indonesia) hivatalos tagja lett 2005. januárban. Ez a tagság tovább erősítette a DXN pozícióját a nemzetközi vállalati arénában. A DXN International Private Limited (Fülöp-szigetek) vállalatot a Fülöp-szigeteki jutalmazási és elismerési egyesület és a BIZ Business Today magazin a „Legkiemelkedőbb Multi-Level Marketing (MLM) Vállalatává” választotta a „2004. évi Buyer’s Choice Awards” ünnepségen. A DXN International Private Limited (Fülöp-szigetek) vállalatot a Year-ender Excellence Awards bizottsága és a Fülöp-szigeteki nemzeti fogyasztói ügyek alapítványa az „Év kiemelkedő marketing vállalatává” választotta a "2004. évi Year-Ender Excellence Awardee” ceremónián. A Philippines Business Profiles & Perspectives, Inc. (PBPPI) a DXN International Private Limited (Fülöp-szigetek) vállalatot a 2003-2004 üzleti évre a Fülöp-szigetek Top 7000 vállalata közé sorolta, miközben a vállalat a 812. helyre jött fel a 2003. évi bruttó bevételei alapján. A Fülöp-szigeteki értékpapír és tőzsde bizottság (SEC) Top 5000 vállalatának listáján a DXN International Private Limited (Fülöp-szigetek) vállalatot a 768. helyre sorolta a vállalat 2003. évi bruttó bevételei alapján. A DXN elnöke, Dato' Dr. Lim Siow Jin megkapta a Dato' Setia Diraja Kedah (DSDK) címet a Kedah-i szultán, Sultan Abdul Halim Mu`adzam Shah 77. születésnapja kapcsán. A DXN 10 éves kiemelt státusztámogatást kapott a spirulina termesztésére és feldolgozására. A DXN megkezdte működését Katarban, Szudánban és Jemenben.
- 2006  2006. július 17-én a DXN Holdings Bhd. laboratórium részlege MS ISO/IEC 17025 akkreditációt kapott a műszaki kompetenciájára, illetve a laboratóriumi minőségkezelési rendszer meghatározott alkalmazási körére és működésére vonatkozóan. A DXN megkezdte működését Kuvaitban.
- 2007  Multimedia Development Corporation Sdn. Bhd. (MDEC) a DXN Solutions Sdn. Bhd., a DXN Holdings Bhd. egyik leányvállalata megkapta a Multimedia Super Corridor (MSC) státuszt, így jogosulttá vált az MSC Garancia Listájában szereplő juttatásokra.  A DXN Holdings Bhd. újra elnyerte az akkor már 5. Asia Pacific International Honesty Enterprise - Keris Award 2006 díjat 2007. január 17-én. A DXN dicséretet kapott jövőképéért és küldetéséért, innovációjáért és stratégiáiért, az emberi erőforrás kezeléséért, a tevékenységeinek hatékonyságáért, valamint a minőségi termékek előállításának kutatásáért és technológiájáért. Dato' Dr. Lim Siow Jin, elnök kapta a 28. nemzetközi technológiai és minőségi díj, új évezred trófeáját. Arsenio Pardo Rodriguez, az Editorial OFICE elnöke és a kereskedelmi vezetők klubjának főtitkára odaajándékozta a „Globális Minőségkezelés” aranymedálját Dato' Dr. Lim Siow Jinnek, a DXN Holdings Bhd elnökének. A DXN Kenya hivatalosan elindult Nairobiban, 2007. február 25-én. A DXN megkezdte működését Pakisztánban. A DXN Comfort Tours Sdn. Bhd. alor setar-i irodája – a DXN Holdings Bhd. egyik leányvállalata – hivatalosan elindult és megkezdte működését 2007. október 27-én.
- 2008  A DXN-t választották a dubaji Jumeirah Beach Hotelben, 2008. május 17-18-án tartott Első Közvetlen Értékesítési Fesztiválon a „Legkiemelkedőbb Résztvevőnek”. A DXN hivatalosan elindult Mongóliában 2008. július 2-án, az első fő üzletét Ulánbátorban nyitotta meg. A DXN igazgatója, Dato’ Dato' Seri Tunku Abdul Hamid Thani Ibni Almarhum Sultan Badlishah-ra ruházta a Darjah Seri Setia Sultan Abdul Halim Mu'adzam Shah Yang Amat Dihormati címet, amely magában hordozza a Dato' Seri DiRaja címet a kedahi szultán aranyjubileumi ünnepségével összefüggésben. A DXN sikeresen elindította új irodáját a szaúd-arábiai Dzsiddában. Az új irodát Hidayat Abdul Hamed, a maláj főtitkár és Amran Bin Yem, kereskedelmi biztos avatták fel 2008. augusztus 15-én.
- 2009  A DXN ügyvezető igazgatója, Mr. Lim Boon Yee, JP, PJK, megkapta a Setia DiRaja Kedah (SDK) címet a kedahi szultán, Sultan Abdul Halim Mu'adzam Shahin 81. születésnapja alkalmából. A DXN a Dubajban, 2009 áprilisában tartott Közvetlen Értékesítési Fesztiválon (Közel-Kelet) megkapta a Kiemelkedő Igazgatásért járó Közvetlen Értékesítési Díjat. A DXN megkezdte működését Irakban és Magyarországon.
- 2010  Dato' Dr. Lim Siow Jin, a DXN Holdings Bhd. elnökét kinevezték a „Peace Society Worldwide tiszteletbeli tanácsadójának”. A Peace Society Worldwide az általános békéért és harmóniáért dolgozó globális civilszervezet, amely a világbéke, harmónia, tolerancia, erőszakmentesség, nemzetközi összhang és együttműködés elképzeléseinek és elveinek népszerűsítéséért dolgozik az Egyesült Nemzetek Szervezetével és több ügynökséggel. Dato' Dr. Lim Siow Jin, a DXN Holdings Bhd. elnöke megkapta az „Emberiség szolgálatáért járó kiválósági díjat” a Béke Világszövetségtől a társadalomért tett kivételes szolgálataiért. Dato' Dr. Lim Siow Jin, a DXN Holdings Bhd. elnöke megkapta a honoris causa díjat professzori ranggal az Academie Scientifique Internationale vie Univers Nature of Toulouse France-tól. A DXN megkezdte működését Peruban és Etiópiában.
- 2011  A DXN megkapta az Egyesült Arab Emírségek Legsikeresebb Marketing Vállalat díját a Malajziai Üzleti Tanács által szervezett 2. Maláj Üzleti Díjátadón. A díjat YB Dato´ Sri Mustapa Mohamed, a maláj nemzetközi kereskedelmi és ipari miniszter adta át 2011. december 18-án, Dubajban. A DXN-t 2011. december 27-én törölték az alapító általi átvételi ajánlat miatt. A DXN megkezdte működését Csehországban, Görögországban, Szlovákiában és Romániában.
- 2012  A DXN Pharmaceutical megkapta az Ipari Kiválóság Díját a maláj egészségügyi minisztertől a 2012. évre vonatkozóan. A DXN megkezdte működését Kolumbiában, Németországban és Olaszországban.
- 2013  A DXN a 25. közvetlen értékesítő vállalat a világon a „DSN Global 100: a világ top közvetlen értékesítő vállalatai” listán, az amerikai Direct Selling News (DSN) besorolása szerint. A DXN megkezdte működését Spanyolországban és Ausztriában.
- 2014  A DXN a 24. közvetlen értékesítő vállalat a világon a „DSN Global 100: a világ top közvetlen értékesítő vállalatai” listán, az amerikai Direct Selling News (DSN) besorolása szerint. Projektaláírási ünnepség a 2015. évi Kínai-Arab Expón. A DXN 1 milliárd jüant tervez befektetni Ninghsziában, Kínában. A DXN megkezdte működését Panamában.
- 2016  A DXN megkezdte működését Ecuadorban és Törökországban. A DXN megtartotta 24. helyét a 2016. évben a Global 100 ranglista közvetlen értékesítési vállalatai között a Direct Selling News (DSN), USA értékelése szerint.
- 2017  Dawukou Regionális Kormány, Kína és a DXN Holdings Bhd., Malaysia egy szerződéskötési ünnepséget tartottak a Shizuishan City Convention Center-ben a DXN Spirulina, Ganoderma lucidum gomba és a Cordyceps ültetvény kutatási és fejlesztési projektére vonatkozóan. 2017. április 18-án a HSGE Agricultural Technology Co., Ltd. és DXN Corporation (Ningxia) Co., Ltd., amely a malajziai top étrend-kiegészítőgyártó, a DXN Holdings Bhd. kínai leányvállalata, aláírtak egy stratégiai együttműködési megállapodást. A HSGE vezetője, Wang Haiyu és a DXN Holdings Bhd. alapítója, Dato' Dr. Lim Siow Jin, aláírtak egy szerződést a DXN Corporation (Ninghszia) Co., Ltd. képviselője és a Qingdao Rongsheng Microalgae Biotech Co., Ltd. ügyvezető igazgatója, Su Peng előtt.
- 2018  A DXN a 22. helyre feljött a 2017. évben a Global 100 ranglista közvetlen értékesítési vállalatai között a Direct Selling News (DSN), USA értékelése szerint. A DXN Holdings Bhd és Sintok Agro Sdn Bhd aláírták a kedahi agroerdészet fenntartásáról és a helyi egyetemek által támogatott gyógynövényekkel kapcsolatos képzések népszerűsítéséről szóló jegyzőkönyvet 2018. január 17-én. A DXN 2018. május 6-án ünnepelte 25. évfordulóját Kuala Lumpurban, Malajziában. Az eseményen több mint 3000 forgalmazó részt vett a világ minden tájáról.

## A DXN vállalat
Az DXN International nemzetközi adatai:
- Éves forgalma: megközelítőleg 420 millió dollár
- Értékesítők száma: 7 millió fő
- Alkalmazottainak száma: 1150 fő
- Jelenlét: Több mint 180 országban
- A DXN a 22. helyre feljött a 2017. évben a Global 100 ranglista közvetlen értékesítési vállalatai között a Direct Selling News (DSN), USA értékelése szerint.

## A DXN Magyarországon
A DXN magyarországi és egyben európai piacának elindítói Böczkös István és Kócsó László üzletemberek voltak. A piac hivatalos megnyitása 2009. április 19-én volt Budapesten az Europa Congress Centerben, melyen részt vett a cég alapító elnöke Dato'dr. Lim Siow Jin is. Ekkor a cég még egy kis irodát bérelt Budapesten a Victor Hugo utcában, ahonnan a magyar, és az európai piac kiszolgálása történt. 2009 szeptemberében saját tulajdonú logisztikai központot alakítottak ki Budapesten a Rákóczi úton, majd 2015-ben a belvárosba, a Teréz krt. 8-ba költöztek, ezt követően pedig 2021-ben az 1132 Budapest, Váci út 66/E. szám alá, ami jelenleg is ott üzemel.
A megnövekedett piaci igények megfelelő kiszolgálásának érdekében az európai piacot a meg nem nyitott országok tekintetében jelenleg Szlovákiából koordinálja a DXN. A magyar és román piac logisztikáját a DXN Europe kft látja el.
A DXN magyarországi kizárólagos forgalmazójának 2017. évi nettó bevétele: 596 363 000 HUF.
Magyarországon kapható DXN-termékek:
Élelmiszerek és italok:
Lingzhi Black Coffee, Lingzhi Coffee 3 in 1, DXN Cream Coffee, Zhi Mocha, Maca Vita Café, Maca EuCafé, Zhi Café Classic, DXN White Coffee Zhino, DXN Civattino Coffee, DXN Kapszulás Lingzhi Black Coffee, DXN Kapszulás Lingzhi Coffee 3in1 EU, DXN Cocozhi, DXN L-Vegmix, Nutrizhi, Reishi Gano Tea, Spica Tea, Spirulina Cereal, Morinzhi,
Vinaigrette, Roselle Juice, DXN Organic Virgin Coconut Oil, Zhi Mint Plus, Zhi Ca Plus,
DXN Ganoderma Mushroom Chips.
Étrend-kiegészítők:
RG ganoderma kapszula, GL ganoderma kapszula, Cordyceps kapszula, Cordyceps por,
DXN Black Cumin Plus, RG por, GL por, DXN Reishi Mushroom por, Spirulina tabletta, Spirulina por, DXN Oroszlánsörény tabletta, DXN Myco Veggie EU, DXN Poria S por, Cordypine
Személyes higiénia:
Ganozhi fogkrém, Ganozhi Sampon, Ganozhi tusfürdő, Ganozhi Szappan, DXN Toiletries Travel Kit, Gano Massage Oil, Chubby Baby Oil,
Megapackok:
Lingzhi Black Coffee Megapack, Lingzhi Coffee 3 in 1 EU Megapack,
Zhi Mocha Megapack, Cocozhi Megapack.

## Elismerések
1999 
- ISO 9001 tanúsítvány megszerzése.
- Elismerés a DXN gyógyszeriparban való megfelelő, szisztematikus, jól dokumentált gyártási eljárásaiért és szolgáltatásaiért.
- Az első malajziai MLM vállalkozásként megkapja az Ausztrál Egészségügyi Minisztérium TGA tanúsítványát.

2000 
- ISO 14001 tanúsítvány megszerzése.
- Elismerés DXN Pharmaceutical hatékony termelésirányításáért, tekintettel a környezet megőrzésére.

2004 
- Legkiválóbb Multi-Level Marketing (MLM) cég Fülöp-szigeteken "Egészségügy Kategóriában".
- Az év legjobb innovatív marketing cége.

2005 
- A 2. Direct Sales Super Excellence Master Award.

2006 
- A DXN elnyerte a Kelet-Ázsiai Szuper Kiváló Márka & Tervezés, elismerést.
- Kelet-Ázsia Nemzetközi Becsületes Vállalkozása - Keris Díj 2006.

2007 
- Malajziai Bioterv A DXN Lingzhi ültetvény bekerült a Malajziai Biotervbe, ami azt jelenti, hogy megfelel az Okleveles Bioültetvény követelményeinek is.
- A DXN elnyerte a 28. Nemzetközi Technológiai és Minőségi Díjat az üzleti kiválóságáért.
- ADXN MSC (Multimedia Super Corridor) státuszú cég.

2008 
- A Legkiválóbb Résztvevő a Dubaiban tartott első Direct Selling Fesztiválon.
- Jó Gyártási Gyakorlat Tanúsítvány, Tradicionális Orvoslás díj Indonéziában.

2009 
- A DXN a Top 40. Cég a DSN Ranglistán.
- A Kiemelkedő Vezetésért járó Direct Selling díj Dubai-ban.

2010 
- Halal tanusítvány, ami a muszlim közösségek tanai számára jelzi, hogy a termék előállítása megfelel a vallási előírásoknak.
- Az Év Márkája Díj a DXN Spirulinának, mint a legjobb étrend-kiegészítőnek Pakisztánban.

2011 
- A Legsikeresebb Network Marketing Cég az Egyesült Arab Emírségekben.
- A DXN a Top 28. cég a DSN-ranglistán.
- HACCP tanúsítvány a DXN számára a HACCP-rendszer feltételeinek teljesítéséért.

2012 
- A Maláj Egészségügyi Minisztérium, Nemzeti Gyógyszerészeti Hivatala által megítélt kiváló iparág cím.
- DSAM (Malajziai Direkt Értékesítési Egyesület) tagja lett a DXN.
- MS ISO / IEC 17025 Akkreditációs Oklevél.
- Tathagat Nemzetközi Kiválóság Díj 2012 Dato Dr. Lim Siow Jinnek, a DXN alapítójának.
- Malajziai Kozmetikai, Tisztálkodási és Illatanyag-ipari Szövetség CTFA (Cosmetics, Toiletry and Fragrance Association) díjának elnyerése.
- GMP tanúsítvány a jó gyártási technológiáért.

2013 
- A DXN Pharmaceutical elnyerte a Maláj Egészségügyi Minisztérium, Nemzeti Gyógyszerészeti Hivatala által megítélt, az iparág kiválósága díjat a 2012-es évre.